# Otto Frederik Suenson
Otto Fredrik Suenson, född den 19 november 1810 i Köpenhamn, död där den 19 november 1888, var en dansk sjöofficer. Han var kusin till Edouard Suenson den äldre.
Suenson, som var kapten i danska marinen, blev 1848 fabriksmästare, 1858 direktör för Orlogsværftet, marinens skeppsbyggeri, och konstruerade bland annat fregatterna Niels Juel, Sjælland och Jylland och korvetterne Thor, Heimdal och Dagmar. Han var även den som inledde byggandet av pansarskepp i Danmark. Suenson beklädde posten som departementsdirektör i Marinministeriet 1864–1866. Han hade säte i riksdagen och borgarrepresentationen och var marinminister 1867–1869.

## Utmärkelser
- Riddare av Dannebrogorden,  1848[1]
- Dannebrogsmännens hederstecken,  1851[1]
- Kommendör av Dannebrogorden,  1858[1]

[Redigera Wikidata]